# فرودگاه شهرستان تیلور (کنتاکی)
فرودگاه شهرستان تیلور (کنتاکی) (به انگلیسی: Taylor County Airport (Kentucky)) یک فرودگاه همگانی بهره‌برداری هوایی است که یک باند فرود آسفالت دارد و طول باند آن ۱۵۲۵ متر است. این فرودگاه در کشور ایالات متحده آمریکا قرار دارد و در ارتفاع ۲۸۱ متری از سطح دریا واقع شده است.